# KS Luftëtari Gjirokastër
A KS Luftëtari Gjirokastër egy albán labdarúgócsapat Gjirokastërben.
Hazai mérkőzéseit a 8500 fő befogadására alkalmas Subi Bakiri Stadionban játssza.

## Történelem
A klubot 1930. március 13-án alapították. Története során több alkalommal is megváltoztatták a nevét, ezek a következők voltak: Gjirokastër (1949), Puna Gjirokastër (1951), Luftëtari Gjirokastër (1958), Shqiponja Gjirokastër (1992) a jelenlegi nevét 2002-ben kapta. Legnagyobb sikerük az 1977–1987-es bajnoki idényben elért második helyezésük.

## Sikerei
- Albán bajnokság:
  - 2. hely (1): 1977/78